# 藤原伊尹
藤原伊尹（924年—972年12月9日），是日本平安时代中期的公卿。右大臣藤原师辅的长子，母藤原经邦之女藤原盛子。由于其妹村上天皇中宫藤原安子所生的冷泉天皇、圆融天皇先后即位，以外舅之尊官居摄政、太政大臣。然而英年早逝，其后藤原氏的权势转到其弟藤原兼家一脉。

## 人物生平

### 九条流的危机
藤原伊尹之父藤原师辅为村上天皇朝的“天历之治”的主导者，贡献很大。伊尹之妹藤原安子为村上天皇中宫，生下东宫宪平亲王、为平亲王、守平亲王三位皇子。

天庆四年（941年）叙爵从五位下。天历、天德年间任藏人，历任伊予守、美浓介等地方官。天德4年（960年），伊尹之父藤原师辅薨，伊尹时年36岁，官位从四位上藏人头兼左近卫中将，诸弟更在其之下，时关白为伯父藤原实赖。应和4年（964年），妹安子中宫亦崩。一家一门迎来衰退的危机。

然而村上天皇让安子所生的东宫宪平亲王继位的想法很坚定，故在朝中最有权势的两位亲人死后，伊尹还是于康保4年（967年）得授从三位，成为公卿，并超越四位先于他任藏人头的前辈，任权中纳言。

### 安和之变
同康保4年，村上天皇驾崩，其外甥宪平亲王即位，即冷泉天皇。伯父藤原实赖虽任关白、太政大臣，但与新帝并非直系外戚。与之相对，伊尹以天皇舅舅的身份，升任权大纳言，翌安和元年（968），又进正三位。

伊尹又遵循其父的后宫政策，将长女藤原怀子送入冷泉天皇后宫，为女御。冷泉天皇自小有精神方面的疾病，所以在他的两个同母弟为平亲王、守平亲王之间尽快确定皇太弟人选迫在眉睫。按兄弟顺序，则应为平亲王优先。但为平亲王是当时的左大臣源高明的女婿，亲王与王妃之间也有男嗣。通常认为，以伊尹为首的藤原氏一族害怕为平亲王即位后，源高明以天皇岳父和外祖父的身份掌握大权，则源氏兴而藤原氏弱，所以由伊尹主导，康保4年冷泉天皇即位后，即立守平亲王为皇太弟。又安和元年（968年），怀子生下冷泉天皇第一皇子师贞亲王。紧接着在安和2年（969年），源满仲诬告源高明谋反，导致源高明被左迁九州大宰府。一系列经过即“安和之变”。

### 人生登顶
安和之变后，冷泉天皇让位皇太弟，圆融天皇即位，以伊尹的外孙师贞亲王为东宫。天禄元年（970年），伊尹官拜右大臣。同年伯父摄政太政大臣藤原实赖薨，伊尹以天皇舅父的身份为摄政，并出任藤原氏一族的族长（氏长者）。天禄2年（971），官拜太政大臣，授正二位，伊尹于名于实都成为朝廷第一人。

### 死去与身后
好景不长，天禄3年（972年），伊尹病重。天皇赐度者八十人，下敕令以救伊尹之病。伊尹则上表请致仕。于是天皇停其摄政，但其他的官职不允辞。到了十一月，伊尹薨，享年四十九岁。死后赠正一位，追封三河公，汉风谥号为谦德。他的食邑和封户、调度在他死后，仍如他生前一般给予其家人。世称一条摄政。

伊尹死后，同母弟藤原兼通、藤原兼家争为摄政，而兼家又更有力些。但兼通以故妹安子中宫的口谕，即摄关之位按兄弟顺序继承为理由，得为关白。兼通后来也天不假年，不久后死去。兼家的两个女儿分别生下了冷泉天皇、圆融天皇的皇子，势力大增。伊尹的外孙师贞亲王后继位为花山天皇，伊尹子藤原义怀一时掌权。但因兼家的阴谋花山天皇出家退位，是故兼家的外孙一条天皇即位，以后摄关的权势和地位均由兼家一脉独专。

伊尹之孙藤原行成，一条天皇朝时为有力公卿，是“一条朝四纳言”之一。长于书法，子孙后世为堂上家世尊寺家，以书道为家业。

## 人物小像
- 藤原伊尹性豪奢，有一次在大饗之日时，伊尹看见寝殿的墙壁颜色有点黑，即马上以名贵的陆奥纸糊上墙。其父藤原师辅的遗训中，曾要求子孙后代节俭。伊尹不能遵守这条遗训，时人对此议论纷纷[3]。
- 伊尹有才有貌，和歌上佳。村上天皇曾命大中臣能宣等五人编撰后敕撰集。伊尹得天皇的亲笔宣旨，任和歌所别当[4]。

## 逸话
参见《大镜》：
- 伊尹之父师辅遗嘱薄葬，而伊尹不遵，仍按旧例执行父亲的葬礼。时人认为伊尹的早逝与此有关[5]。

## 官历
- 941年（天慶4）2月7日 従五位下。4月12日 昇殿。
- 942年（天慶5）12月17日 侍従。
- 946年（天慶9）3月7日 右兵衛佐。
- 948年（天暦2）1月7日 従五位上。1月30日 左近衛少将。10月9日、蔵人兼帯（也有2月补任一说）。
- 949年（天暦3）1月24日 美濃介兼任。
- 951年（天暦5）1月30日 紀伊権介兼任、辞美濃介。月日不詳 撰和歌所別当。
- 952年（天暦6）1月7日 正五位下、蔵人・左近衛少将如元。
- 955年（天暦9）1月7日 従四位下、左近衛少将如元。1月17日、升殿。7月27日 左近衛権中将転任。8月7日 蔵人頭兼帯。
- 956年（天暦10）3月24日 春宮（后之冷泉天皇，名憲平）権亮兼任。
- 958年（天徳2）1月30日 伊予権守兼任。
- 960年（天徳4）1月7日 従四位上、左近衛権中将・春宮権亮如元。8月9日 伊予守兼任。8月22日 参議補任、左近衛権中将如元。
- 961年（天徳5）1月25日 伊予守兼任（也有紀伊権守兼任的说法。以及3月25日兼任的说法）
- 963年（応和3）1月22日 備中守兼任、辞伊予守。
- 965年（康保2）1月7日 正四位下昇叙、参議・左近衛権中将・備中守如元。
- 967年（康保4）1月20日 従三位昇叙、権中納言転任。12月13日 権大納言。
- 968年（安和元）11月23日 正三位、権大納言如元。
- 969年（安和2）3月26日 大納言転、右近衛大将。11月11日、左近衛大将，辞右近衛大将。
- 970年（安和3）1月27日 右大臣転任。2月2日 左近衛大将如元。5月20日 摂政宣下。右大臣・左近衛大将如元。7月13日 従二位、摂政・右大臣・左近衛大将如元。7月28日 辞左近衛大将。10月20日、蔵人所別当兼帯。
- 971年（天禄2）11月2日 正二位、太政大臣宣下。摂政如元。
- 972年（天禄3）10月23日 辞摂政と太政大臣。11月1日 薨去。享年49。11月5日 贈正一位。封三河国。諡号謙徳公

## 亲属
- 父：藤原師輔
- 母：藤原盛子（日语：藤原盛子 (藤原経邦女)） - 藤原経邦之女
- 妻：惠子女王 - 代明親王之女
  - 子：藤原親賢
  - 子：藤原惟賢
  - 次子：藤原挙賢（953-974）
  - 三子：藤原義孝（954-974） - 子孫为世尊寺家
  - 五子：藤原義怀（957-1008）
  - 長女：藤原怀子（945-975） - 冷泉天皇女御・贈皇太后、花山天皇母
  - 九女：為尊親王室
- 妻：井殿 - 源信明之女
- 四男：藤原光昭（?-982）
- 女子：大納言君 - 源扶義室
- 生母不明
  - 男子：藤原周挙
  - 男子：行源 - 園城寺阿闍梨
  - 女子：藤原隆家室
  - 次女：藤原為光室
  - 女子：藤原為光妾
  - 四女：藤原忠君室、後源致方室